# Zygospermella striata
Zygospermella striata är en svampart som tillhör divisionen sporsäcksvampar, och som beskrevs av Nils G. Lundqvist. Zygospermella striata ingår i släktet Zygospermella, och familjen Lasiosphaeriaceae. Arten är reproducerande i Sverige.